# Renacimiento del Valle
Renacimiento del Valle es una localidad del estado mexicano de Baja California. Es parte del municipio de Mexicali. Fue fundada el 15 de diciembre de 2012.

## Demografía
| Censo | Población |
| ----- | --------- |
| 2020  | 1 914     |